# Олбрајтсвил (Пенсилванија)
Олбрајтсвил (енгл. Albrightsville) насељено је место без административног статуса у америчкој савезној држави Пенсилванија.

## Демографија
По попису из 2010. године број становника је 202.
| Група             | 2000.    | 2010.       |
| Белци             | 0 (0,0%) | 180 (89,1%) |
| Афроамериканци    | 0 (0,0%) | 5 (2,5%)    |
| Азијати           | 0 (0,0%) | 2 (1,0%)    |
| Хиспаноамериканци | 0 (0,0%) | 14 (6,9%)   |
| Укупно            | 0        | 202         |